# Погорелец (Лесной район)
 Погорелец  — деревня в Лесном муниципальном округе Тверской области.

## География
Находится в северо-восточной части Тверской области на расстоянии приблизительно 10 км по прямой на юг-юго-запад по прямой от районного центра села Лесного.

## История
Деревня уже была отмечена как на карте 1825 года. В 1859 году здесь (деревня Весьегонского уезда Тверской губернии) было учтено 13 дворов. До 2019 года входила в состав ныне упразднённого Сорогожского сельского поселения.

## Население
Численность населения: 97 человек (1859 год), 2 (русские 100 %) в 2002 году, 1 в 2010.